# Reichstag zu Worms (1179)
Der Reichstag zu Worms 1179 war eine Reichsversammlung, die Kaiser Friedrich I. (Barbarossa) im Januar 1179 in Worms abhielt. Herausragendes Ereignis war der hier beginnende Prozess gegen Heinrich den Löwen, der schließlich zu seinem Sturz führte.

## Vorgeschichte
Friedrich I. reiste von Würzburg aus nach Worms. In Würzburg hatte er Weihnachten verbracht.
Die heftige Niederlage Friedrichs I. in der Schlacht von Legnano im Mai 1176, Teil der Auseinandersetzung zwischen dem Kaiser einerseits sowie Papst Alexander III. und dem lombardischen Städtebund auf der anderen Seite, war mitverursacht durch die Weigerung Herzog Heinrichs des Löwen, dem Kaiser militärische Unterstützung zu geben. So traf den Herzog in der Folge die Vergeltung der in Legnano Geschlagenen, des Kaisers und der ihn unterstützenden Fürsten. Das folgende Geschehen ist letztendlich nur durch ein einziges Dokument sicher belegt: Die Gelnhäuser Urkunde von 1180. Sie berichtet von zwei unterschiedlichen, rechtsförmigen Verfahren gegen Heinrich den Löwen.
Der Kaiser kam aus Würzburg, wo er Weihnachten gefeiert hatte. Nach der Reichsversammlung in Worms begab er sich in das Elsass, wo seine Anwesenheit am 18. Februar 1179 im Kloster Weißenburg belegt ist.

## Inhalt
Im ersten Verfahren gegen Heinrich den Löwen ging es um Klagen gegen Heinrich den Löwen wegen Landfriedensbruch, die – wohl durch sächsische, gegen ihn opponierende Adelige – erhoben wurden. Diese Klagen sollten auf der Reichsversammlung in Worms behandelt werden. Heinrich der Löwe wurde dazu förmlich geladen. Diesem Prozess lag schwäbisches Recht zugrunde und die Richter setzten sich aus Fürsten und Schwaben seines Rechtsstandes zusammen.
Heinrich dem Löwen war klar, dass er sich hier überwiegend seinen Gegnern gegenübersehen würde, ignorierte deshalb die Ladung und erschien einfach nicht. Dies hatte die prozessrechtliche Folge, dass eine erneute, zweite Ladung auszusprechen war. Diese erfolgte auf eine Reichsversammlung in Magdeburg, die im Juni 1179 stattfand.
Ein weiterer Punkt, der in Worms abgeschlossen wurde, war die weitgehende Übergabe der Lechrainer Besitzungen Welf VI. – eines Onkels sowohl Heinrich des Löwen als auch des Kaisers – an Friedrich I., der sie ihm abgekauft hatte. Friedrich I. behielt einiges davon für sich zurück, was durch Zufügen einiger staufischer Eigengüter ausgeglichen wird. Anschließend übertrug er den Komplex an Welf VI. als Lehen.
Weiterhin übertrug Friedrich I. auf der Reichsversammlung seinen Söhnen sein Hausgut und zahlreiche Lehen, die an Adlige und kirchliche Einrichtungen vergeben waren, Burgen und Ministeriale. Das fand allgemeine Zustimmung der Versammelten, da sich kein Widerspruch erhob.

## Zeitpunkt
Der genaue Zeitraum, in dem die Reichsversammlung in Worms stattfand, ist nicht überliefert. Genannt werden die Tage vom 6. bis zum 13. Januar.

## Teilnehmer
Teilnehmer an der Reichsversammlung lassen sich aus den Zeugenlisten zweier in dieser Zeit in Worms ausgestellter Urkunden ersehen. Soweit Personen in der nachfolgenden Liste ohne Einzelnachweis erscheinen, zeugen sie in beiden Urkunden.
- Erzbischof Wichmann von Magdeburg[10]
- Erzbischof Philipp I. von Köln[10]
- Erzbischof Arnold von Trier[Anm. 6]
- Erzbischof Bertram (Berthold) von Bremen[10]
- Erzbischof Konrad von Salzburg[10]
- Bischof Ulrich von Halberstadt[10]
- Bischof Ulrich von Speyer[10]
- Elekt Konrad II. von Worms
- Abt Fulbrecht (Wolprecht) des Klosters St. Jakob in Mainz[11]
- Protonotar[Anm. 7] Wortwin[11]
- Dompropst Arnold von Mainz[11]
- Propst Burkhard vom Chorherrenstift St. Peter und Paul in Jechaburg[11]
- Domdekan Heinrich von Mainz[11]
- Domkantor Hermann von Mainz[11]
- Dekan Markward[11]
- Herzog Berthold von Zähringen[10]
- Herzog Welf VI.[10]
- Markgraf Dietrich von Landsberg[10] und seine Brüder
  - Graf Friedrich I. von Brehna[10] und
  - Graf Dedo von Groitzsch[10]
- Graf Florens III. von Holland[10]
- Graf Heinrich II. von Diez[10]
- Graf Konrad von Boxberg[10]
- Graf Ulrich von Hohenrechberg[10]
- Mundschenk Konrad[10]
- Truchsess Arnold von Rothenburg[10]
- Volkmar Struzo von Wildenstein, Vogt von Goslar[10]
- Rudolf, Sohn des Pfalzgrafen Hugo II. von Tübingen[10]
- Graf Hartmann von Kirchberg[10] und sein Bruder
- Otto von Kirchberg[10]
- Graf Berthold von Berg und sein Bruder[10]
- Graf Ulrich von Berg[10]
- Rheingraf Embricho IV. („Emmerich“)[11]
- Siegfried I. von Rheingrafenstein[11] und seine Söhne
  - Wolfram III. von Rheingrafenstein[11] und
  - Eberhard von Rheingrafenstein[11]
- Wolfram von Rheingrafenstein, Bruder von Siegfried I.[11]
- Hartwin von Rheingrafenstein[11]
- Bertold von Rheingrafenstein[11]
- Godebold von Rheingrafenstein[11]
- Konrad Wyße (Ministeriale)[11]
- Konrad von Offenheim[11]
- Gottfried von Spiesheim[11]
- Walram von Falkenstein[11]
- Merbod von Odernheim[11] und sein Bruder
- Emmerich von Odernheim[11]
- Gottfried von dem Huß zu Kreuznach[11] und sein Bruder
- Emmerich[11]
- Zöllner Werner (Ministeriale aus Worms)[11] und sein Bruder
- Giselbrecht[11] aus Worms[Anm. 8]
- Volker[11]